# کاستیلا لا نووا (متا)
کاستیلا لا نووا (انگلیسی: Castilla la Nueva, Meta) نام شهری در کشور کلمبیا است.